# Chlaenius purpuricollis
Chlaenius purpuricollis är en skalbaggsart som beskrevs av Randall. Chlaenius purpuricollis ingår i släktet Chlaenius och familjen jordlöpare. Inga underarter finns listade i Catalogue of Life.